# Sint-Erasmuskerk (Zerkel)
De Sint-Erasmuskerk (Frans: Église Saint-Erasme) is de parochiekerk van de gemeente Zerkel (Sercus) in het Franse Noorderdepartement.
De kerk is gewijd aan Sint-Erasmus die ook Erasmus van Formiae wordt genoemd.

## Geschiedenis
Het oudste deel van de kerk betreft het koor en de achtkante vieringtoren, uitgevoerd in krijtsteen. Deze delen zijn gebouwd in de 12e eeuw in romaanse stijl. Hiermee behoren deze delen tot de weinige overgebleven romaanse bouwwerken in deze streken. De gotische stenen spits is van de 13e eeuw. De westgevel van de middenbeuk is 14e-eeuws en de benedenhelft is van ijzerzandsteen, de bovenste helft van kalksteen. De laatgotische zijbeuken zijn gebouwd in de 16e en 17e eeuw, zodat een hallenkerk ontstond.
Op 10 september 1913 is de kerk beschermd en geklasseerd als monument historique

## Interieur
Er is een Sint-Rochusbeeldje van 1669; de communiebank is 17e-eeuws; de kuip van de preekstoel is van 1763.